# Angela Meder
Angela Meder (* 1956) ist eine deutsche Primatologin, die sich auf Gorillas spezialisiert hat, und Umweltschützerin.

## Leben und Wirken
Angela Meder studierte von 1976 bis 1982 Biologie an der Universität Heidelberg mit den Schwerpunkten Botanik, Zoologie und Ökologie. Nach ihrem Abschluss forschte und promovierte sie zum Thema „Entwicklung junger Gorillas in verschiedenen Zoos“. Der Fokus lag dabei auf dem Vergleich der Verhaltensentwicklung und sozialen Integration handaufgezogener und natürlich aufgezogener Gorillas in Kindheit und früher Jugend sowie auf der Beeinflussung der Fertilität von in Gefangenschaft lebender Gorillas.
Seit 1991 engagiert sich Meder in dem Verein Berggorilla & Regenwald Direkthilfe e. V. (B&RD), in dem sie seit 1992 ebenfalls als Vorstandsmitglied tätig ist. Ein weiterer Schwerpunkt liegt auf dem Austausch mit anderen Organisationen und Wissenschaftlern sowie der Herausgabe des Gorilla-Journal. Dies ist ein international bekannter, zweisprachiger Newsletter, welcher halbjährlich erscheint.
1996 wirkte sie am Fernseh-Dokumentarfilm Die letzten sanften Riesen über den Bwindi-Nationalpark in Uganda und seine Gorillas mit.

## Publikationen (Auswahl)

### Artikel im Gorilla-Journal
- International Primatological Society Meeting in Nairobi. In: Gorilla-Journal. Nr. 57, 2018, S. 23–24 (PDF).
- Angela Meder, Colin P. Groves: Differences between Gorilla Species and Subspecies. In: Gorilla-Journal. Nr. 44, 2012, S. 20–25 (PDF).
- Report on my Trip to Uganda. In: Gorilla-Journal. Nr. 33, 2006, S. 13–14 (PDF).
- Angela Meder, Colin P. Groves: Where Are the Gorillas? In: Gorilla-Journal. Nr. 30, 2005, S. 21–27 (PDF).
- Gorilla Conservation in Rio Muni. In: Gorilla-Journal. Nr. 16, 1998, S. 7–8 (PDF).
- Rain Forests and Gorillas in Gabon. In: Gorilla-Journal. Nr. 11, 1995, S. 3–5 (PDF).

### Beiträge zum Internationalen Zuchtbuch für den Gorilla
- Schwangerschaftsdauer und Geburtsgewichte. In: Kirchshofer, R. Internationales Zuchtbuch für den Gorilla. Frankfurt, 1991, S. 195.
- Geburtenabstände und Jungtiersterblichkeit im ersten Lebensjahr bei Flachlandgorillas in Zoos. In: Kirchshofer, R. Internationales Zuchtbuch für den Gorilla. Frankfurt, 1992, S. 286–289.
- Aufzuchtweise und Fortpflanzungserfolg von Flachlandgorillas in Gefangenschaft. In: Kirchshofer, R. Internationales Zuchtbuch für den Gorilla. Frankfurt, 1990.

### Sonstige
- Ebola bei Gorillas. In: Naturwissenschaftliche Rundschau. Nr. 60, 2007, S. 20–25.
- Werkzeuggebrauch bei Gorillas. In: Naturwissenschaftliche Rundschau. Nr. 59, 2006, S. 37.
- Die Rolle von Vertrautheit, Alter, Dominanz und Aufzuchtweise bei der Fortpflanzung von Gorillas in Zoos. In: Der Zoologische Garten. Nr. 65, 1995, S. 153–164.
- Berggorilla & Regenwald Direkthilfe. In: Arbeitsplatz Zoo. Nr. 3, 1992, S. 12–14.
- Salonga im Kongo. In: Kosmos. Nr. 6, 1990, S. 64–67.
- Wie die Jungfrau zum Kind kommt. In: Kosmos. Nr. 9, 1990, S. 76–81.
- Das Verhalten von Gerbillus perpallidus, Setzer (Mammalia) in Gefangenschaft. In: Stuttgarter Beiträge zur Naturkunde. Serie A, Nr. 439, 1989.
- Soziale Beziehungen in einer Gruppe von Flachlandgorillas in Gefangenschaft. In: Zeitschrift für Säugetierkunde. Nr. 51, 1986, S. 15–26.
- Untersuchungen zum Sozialverhalten der jungen Flachlandgorillas im Kölner Zoo. In: Zeitschrift des Kölner Zoos. Nr. 28, 1986, S. 151–161.
- Moseka – die ersten Monate eines Gorillakindes. In: Der Zoofreund. Nr. 56, 1985, S. 7–9.